# Langfang
Langfang (cinese: 廊坊; pinyin: Lángfáng) è una città-prefettura della Cina nella provincia dello Hebei.

## Suddivisioni amministrative
- Distretto di Anci
- Distretto di Guangyang
- Bazhou
- Sanhe
- Contea di Gu'an
- Contea di Yongqing
- Contea di Xianghe
- Contea di Dacheng
- Contea di Wen'an
- Contea autonoma hui di Dachang